# Slatinské Lazy
Slatinské Lazy és un poble i municipi d'Eslovàquia que es troba a la regió de Banská Bystrica.

## Història
La primera menció escrita de la vila es remunta al 1930.

## Demografia
| Godina             | 1994 | 2004    | 2014   | 2024   |
| ------------------ | ---- | ------- | ------ | ------ |
| Nombre de persones | 456  | 525     | 502    | 530    |
| Diferència         |      | +15,13% | −4,38% | +5,57% |

| Godina             | 2023 | 2024   |
| ------------------ | ---- | ------ |
| Nombre de persones | 536  | 530    |
| Diferència         |      | −1,11% |